# Эсселинк, Берт
Берт Йохан Эсселинк (нидерл. Bert Johan Esselink; род. 16 августа 1999, 's-Heerenberg, Гелдерланд) — нидерландский футболист, защитник мелецкой «Стали».

## Карьера

### ПАЕЕК
Начинал заниматься футболом в футбольной академии нидерландского клуба МвР. В 2010 году футболист перебрался в структуру клуба «Де Графсхап». В июле 2020 года футболист перешёл в кипрский клуб ПАЕЕК, с которым подписал однолетнее соглашения. Футболист быстро закрепился в основной команде клуба, став ключевым защитником клуба. По итогу своего дебютного сезона в клубе футболист стал чемпионом Второго кипрского дивизиона.
В июне 2021 года футболист продлил контракт с клубом ещё на сезон. Дебютный матч в кипрском чемпионате сыграл 11 сентября 2021 года против клуба «Этникос», выйдя на поле в стартовом составе. Первым голом в сезоне отличился 25 октября 2021 года в матче против никосийской «Омонии». За первую половину сезона футболист отличился 2 забитыми голами и результативной передачей в рамках чемпионата.

### АПОЭЛ
В январе 2022 года футболист перешёл в кипрский АПОЭЛ, с которым заключил контракт на 2,5 года. Дебютировал за клуб 2 февраля 2022 года в матче Кубка Кипра против никосийской «Омонии». Первый матч в чемпионате сыграл 6 февраля 2022 года против лимасольского клуба АЕЛ, выйдя на замену на 90 минуте. Дебютный гол за клуб забил 9 марта 2022 года в четвертьфинальном матче Кубка Кипра против клуба «Анортосис». По итогу сезона футболист вместе с клубом стал бронзовым призёром чемпионата.
В июле 2022 года футболист футболист вместе с клубом отправился на квалификационные матчи Лиги конференций УЕФА, пропустив второй раунд. Первый матч в рамках еврокубкового турнира сыграл сыграл 11 августа 2022 года в ответной встрече третьего квалификационного раунда против казахстанского клуба Кызыл-Жар, выйдя на замену на 93 минуте и по итогу выйдя в следующий раунд. По итогу квалификационного раунда плей-офф, в котором футболист участие не принимал, кипрский клуб по сумме матчей уступил шведскому «Юргордену» и закончил свою еврокубковую компанию.

#### Аренда в «Олимпиакос» Никосия
В конце августа 2022 года футболист на правах арендного соглашения присоединился к никосийскому «Олимпиакосу» до конца сезона. Дебютировал за клуб 12 сентября 2022 года в матче против лимасольского клуба АЕЛ, выйдя на поле в стартовом составе. Первым результативным действием за клуб футболист отличился 13 января 2023 года в матче против клуба «Акритас Хлоракас», отдав голевую передачу. Дебютный гол за клуб забил 4 февраля 2023 года в матче против клуба «Эносис». по итогу сезона вместе с клубом футболист занял последнее место в турнирной таблице, вылетев во Второй дивизион. По окончании срока арендного соглашения покинул клуб.

### «Сталь» Мелец
В июле 2023 года футболист стал игроком польской «Стали». Дебютировал за клуб 30 июля 2023 года в матче против «Пяста», выйдя на замену на 66 минуте. Дебютный гол за клуб футболист забил 25 августа 2023 года в матче против клуба «Радомяк». Затем футболист быстро смог закрепиться в основной команде клуба, став ключевым защитником.

## Достижения
ПАЕЕК
- Победитель Второго дивизиона: 2020/21